# 형사관할권
형사관할권은 형사법의 적용범위에 대한 관할권이다. 자국민이나 주민이 외국이나 외부에서 지은 죄를 처벌하는 국가가 있는 반면, 그렇지 않는 국가도 있다. 또한 대한민국은 피해자가 대한민국 국민인 경우 외국인의 외국범죄에도 형사관할권을 적용한다. 보편관할권 등에 따라 외국인이 외국에서 저지른 죄도 경우에 따라 관할권에 포함시키는 경우도 있다.

## 같이 보기
- 보편관할권
- 국제형법
- 국제사법